# نواه فريك
نواه فريك (بالألمانية: Noah Frick)‏ هو لاعب كرة قدم سويسري وليختنشتاني، ولد في 16 أكتوبر 2001 في ليستل في سويسرا. لعب مع نادي فادوتس.

## مسيرته الكروية
لعب نواه فريك خلال مسيرته الاحترافية مع نادِ واحدٍ في موسم واحدًا ولم سجل خلالها أي هدف ضمن 13 مباراة. ولم يفوز بأي موسم بالكأس أو بالدوري.
خاض نواه فريك مسيرته مع نادي فادوتس في موسم 2018–19 لمدة موسم واحد، مشاركًا في 13 مباراة ولم يسجل أي هدف.

## وصلات خارجية
- نواه فريك على موقع الاتحاد الدولي (مؤرشف)  (الإنجليزية)
- نواه فريك على موقع الاتحاد الأوربي (الإنجليزية)
- نواه فريك على موقع قاعدة بيانات كرة القدم.إي يو (الإنجليزية)
- نواه فريك على موقع بيانات كرة القدم. دي إي (الألمانية)
- نواه فريك على موقع ناشيونال فوتبول تيمز (الإنجليزية)
- نواه فريك على موقع Soccerway.com (الإنجليزية)
- نواه فريك على موقع عالم كرة القدم.نت (الإنجليزية)